# Црвена звезда (хоккейный клуб)
Хоккейный клуб «Црвена звезда» (серб. Клизачко хокејашки клуб Црвена звезда) — сербский хоккейный клуб из города Белград. Основан в 1946 году. Выступает в одновременно Сербской хоккейной лиге и в Словенской. Домашние игры проводит в Ледовом дворце «Пионер» (2,000 мест).

## Титулы

### Национальные титулы
- Югославская лига / Сербская хоккейная лига
- Победитель (6): 1980, 1992, 1993, 1996, 1997, 2005

- Сербский хоккейный кубок (рекорд)
- Победитель (4): 1992, 1996, 1997, 1998
- Финалист (2): 1995, 2001

### Европейские титулы
- Балканский лига
- Бронзовый призер: 1994